# Agoncillo (przystanek kolejowy)
Alcanadre (hiszp. Estación de Agoncillo) – przystanek osobowy w Agoncillo, we wspólnocie autonomicznej La Rioja, w Hiszpanii. Znajduje się na linii kolejowej Castejón – Bilbao w km 63,4, na wysokości 357 m n.p.m..
Na stacji zatrzymują się pociągi kursujące na trasach średniodystansowych, obsługiwane przez przewoźnika Renfe.

## Historia
Stacja została otwarta w dniu 30 sierpnia 1863 wraz z otwarciem odcinka Castejón-Orduña linii kolejowej przeznaczonej do połączenia Castejón z Bilbao. Prace były prowadzone przez Compañía del Ferrocarril de Tudela a Bilbao utworzonej w 1857 roku. W 1865 firma ogłosiła upadłość, ponieważ nie mogła przezwyciężyć trudności gospodarcze wynikające z inwestycji w budowę linii i interwencji Banku Bilbao. W 1878 roku została wchłonięta przez Norte, która była właścicielem stacji aż do nacjonalizacji kolei w Hiszpanii w 1941 roku i utworzenie RENFE.
Od 31 grudnia 2004 linię obsługuje Renfe. Zarządcą dworca jest Adif.

## Połączenia
Stacja obsługuje ruch do takich miejscowości jak Saragossa i Logroño.
| Linia MD | Pociągi         | Z/Do     |  | Do/Z    |
| -------- | --------------- | -------- |  | ------- |
| 22       | Regional Exprés | Zaragoza |  | Logroño |